# 吉川経茂
吉川 経茂（きっかわ つねしげ）は、鎌倉時代後期の武士。石見吉川氏の祖。

## 生涯
吉川経光の子として生まれる。妻に石見国の国人の娘を迎え、妻の所領である石見永安別符に入って、家中を取り仕切っていたと推測される。この頃の吉川氏は安芸国大朝荘に所領を得ていたため、経茂は正和2年（1313年）に、兄経高が安芸に下向するより前に、安芸の所領を管理していたものと推測される。
兄から石見津淵荘の地頭職を与えられ、石見吉川氏の初代となる。娘を甥であり安芸吉川氏当主の吉川経盛に嫁がせている。このことからも安芸吉川氏を補佐する役割として宗家からも重要視されていたことが窺える。

## 孫夜叉
妻の孫夜叉は石見の国人永安兼栄の女で、経茂の死後出家して良海と称する。家督は子経任に継がせるも、正平4年/貞和5年（1349年）に廃嫡。三男の経兼にその所領を継承させた。